# Ladtjärnen (Säters socken, Dalarna)
Ladtjärnen är en sjö i Säters kommun i Dalarna och ingår i Dalälvens huvudavrinningsområde.